# Natural High
Natural High is de negende single van de Zweedse powermetalband HammerFall en werd uitgebracht op 22 september in 2006. Het was de tweede single die verscheen van hun album Threshold.
De eerste single van dit album, en tevens de achtste single in de chronologische volgorde, "The Fire Burns Forever" had maar één nummer met dezelfde naam als de single.
De cover werd gemaakt door Samwise Didier en de opmaak door Thomas Everhardt.

## Lijst van nummers[1]
| 1.                 | Natural High                                 | Dronjak, Cans    | 4:14 |
| 2.                 | Natural High (karaoke versie)                | Dronjak, Cans    | 4:15 |
| 3.                 | The Fire Burns Forever (met Robert Kronberg) | Dronjak, Cans    | 3:20 |
| 4.                 | Raise the Hammer (live)                      | Dronjak, Elmgren | 3:37 |
| 5.                 | The Fire Burns Forever (videoclip)           | Dronjak, Cans    | 3:20 |
| Totale duur: 18:46 |                                              |                  |      |

## Bezetting
| Naam             | Functie                                     |
| ---------------- | ------------------------------------------- |
| Joacim Cans      | leadzanger, achtergrondzanger               |
| Oscar Dronjak    | leadgitarist, slaggitaar, achtergrondzanger |
| Stefan Elmgren   | leadgitarist, slaggitaar, achtergrondzanger |
| Magnus Rosén     | bassist                                     |
| Anders Johansson | drummer                                     |

## Gastartiesten
Achtergrondzangers:
- Robert Kronberg (ook als aanvullende leadzanger bij het nummer "The Fire Burns Forever")
- Rolf Köhler
- Oliver Hartmann
- Olaf Zenkbiel
- Mats Rendlert
- Joacim Lundberg
- Markus Sköld
- Johan Aremyr

## Hitnoteringen[2]
| Land        | Hoogste positie |
| ----------- | --------------- |
| Zwitserland | 83              |
| Duitsland   | 79              |
| Oostenrijk  | 71              |
| Zweden      | 6               |

## Releasegegevens
Formaten: cd's, Digi-pack CD-S en een 10" vinyl.
- De dvd-r, single, promoversie heeft één nummer, namelijk "Natural High".[3]
- 10" vinyl met vier nummers: op de A-zijde "Natural High" en "Natural High (Karaoke Versie)"; op de B-zijde "The Fire Burns Forever" en "Raise The Hammer (live)".[4]